# Fares l'hèrul
Fares (en llatí Pharas) fou un comandant romà d'Orient del segle vi, cap dels hèruls al servei de l'Imperi Romà d'Orient. A vegades se l'anomenà Varus o Varas (Var o Vares). És esmentat per Procopi al seu relat sobre les guerres de Justinià I.

## Biografia
No se sap res dels orígens de Fares, excepte que provenia d'una família noble. Procopi el va descriure com un home fort i actiu, sorprenentment fiable i sobri per ser un hèrul, i que sabia mantenir una bona disciplina entre els seus soldats. Va lluitar contra els perses entre el 526 i el 530, any en què va dirigir una força de 300 hèruls en la batalla de Dara contra una invasió persa.
El 533 va acompanyar al general Belisari al Regne Vàndal d'Àfrica durant la Guerra Vandàlica on va participar en la batalla del Desè Mil·liari (13 de setembre del 533) i en la batalla de Tricamàrum (15 de desembre del 533). Després va marxar al sud en persecució del rei vàndal Gelimer que havia fugit a territori berber amb uns dos mil soldats al que va rodejar a la zona de les muntanyes Pappua, fins que finalment Gelimer es va rendir el març del 534 i va ser portat a Cartago.
Segurament Fares va seguir a Numídia fins que hi va haver la rebel·lió del general Estotzes (Stotzas) contra l'emperador, on el seu nom es troba en una llista de personatges assassinats pels rebels el 535.